# Primula malacoides
Primula malacoides är en viveväxtart som beskrevs av Adrien René Franchet. Primula malacoides ingår i släktet vivor, och familjen viveväxter. Inga underarter finns listade i Catalogue of Life.

## Bildgalleri

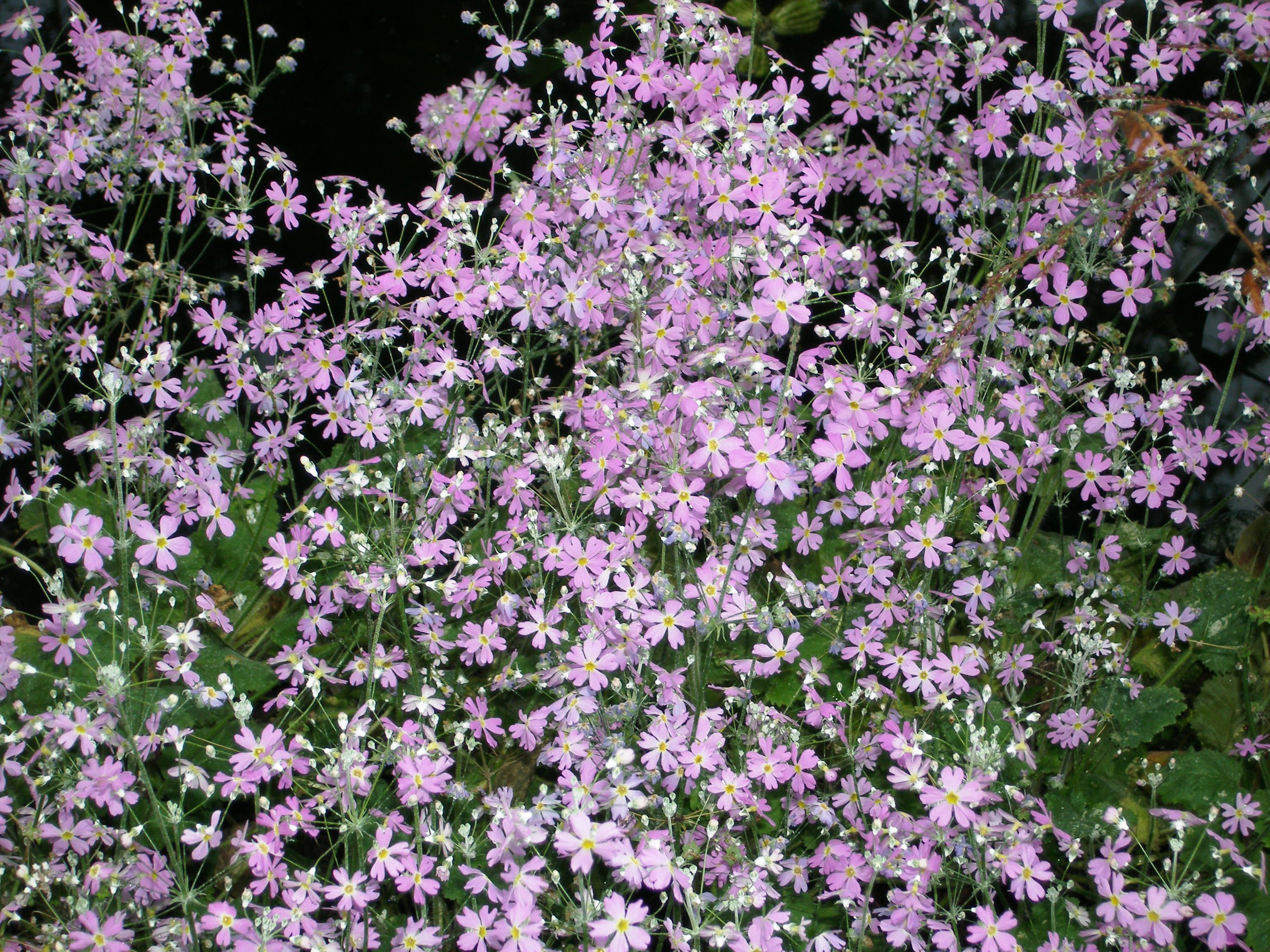
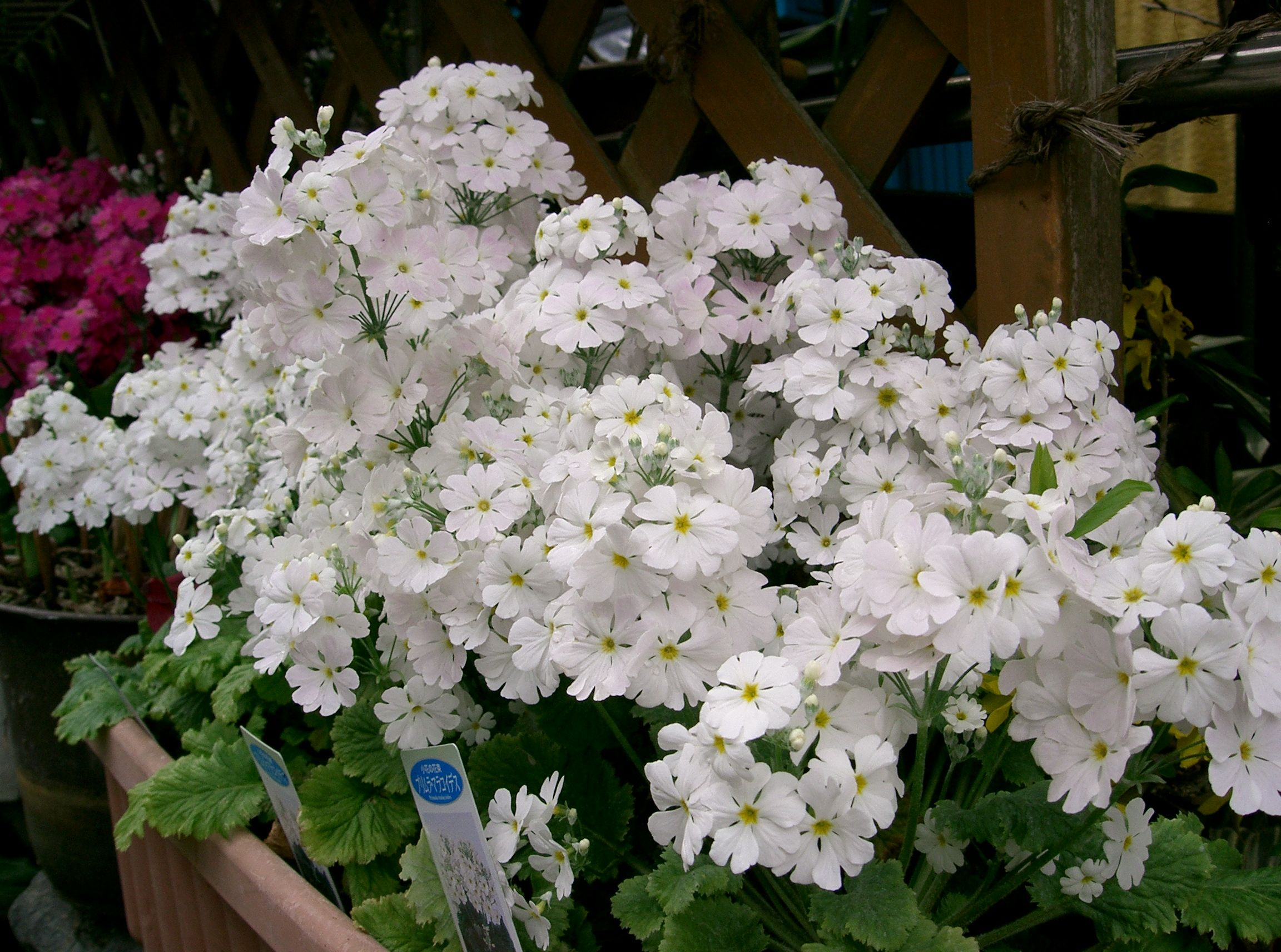
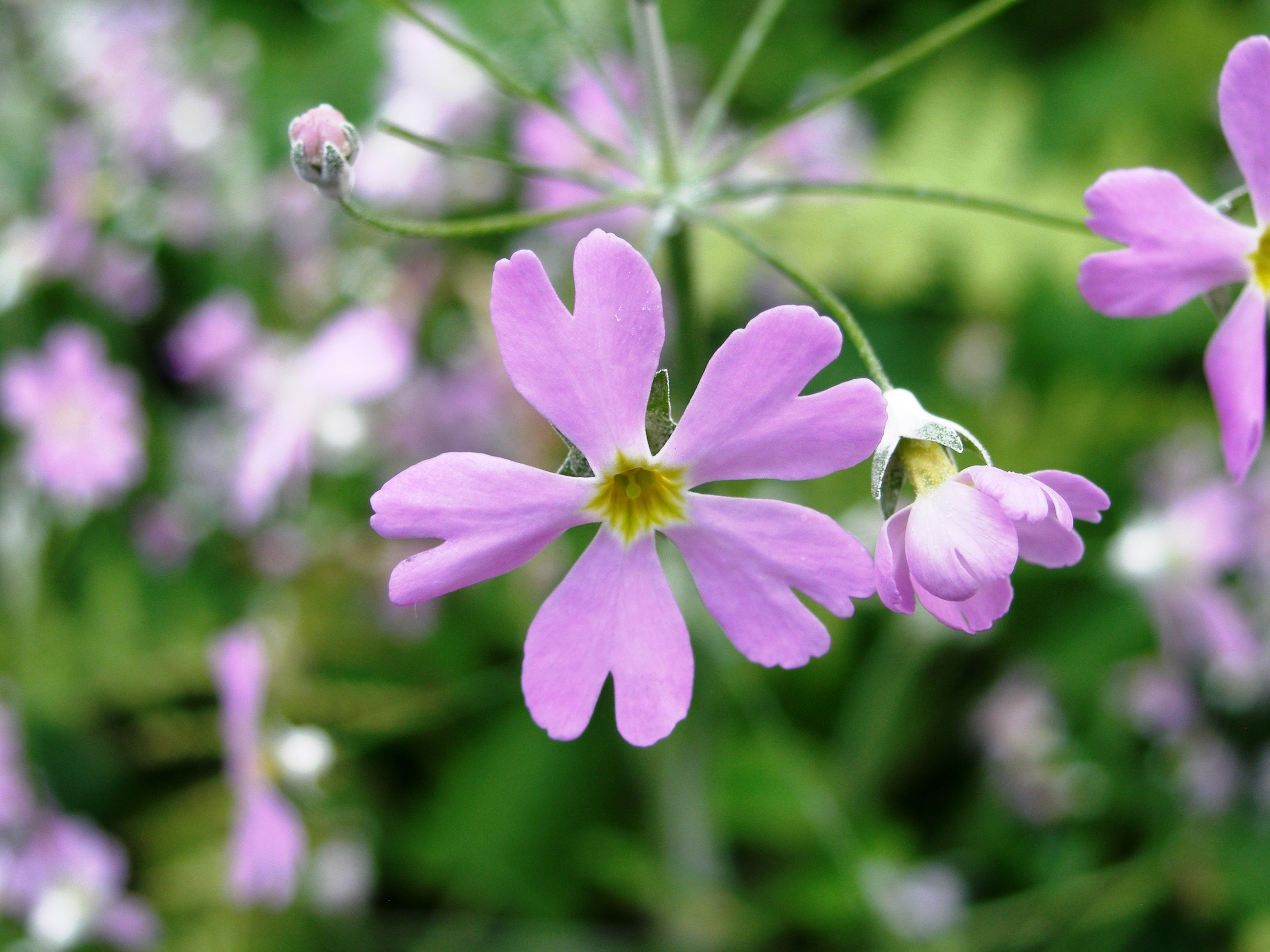
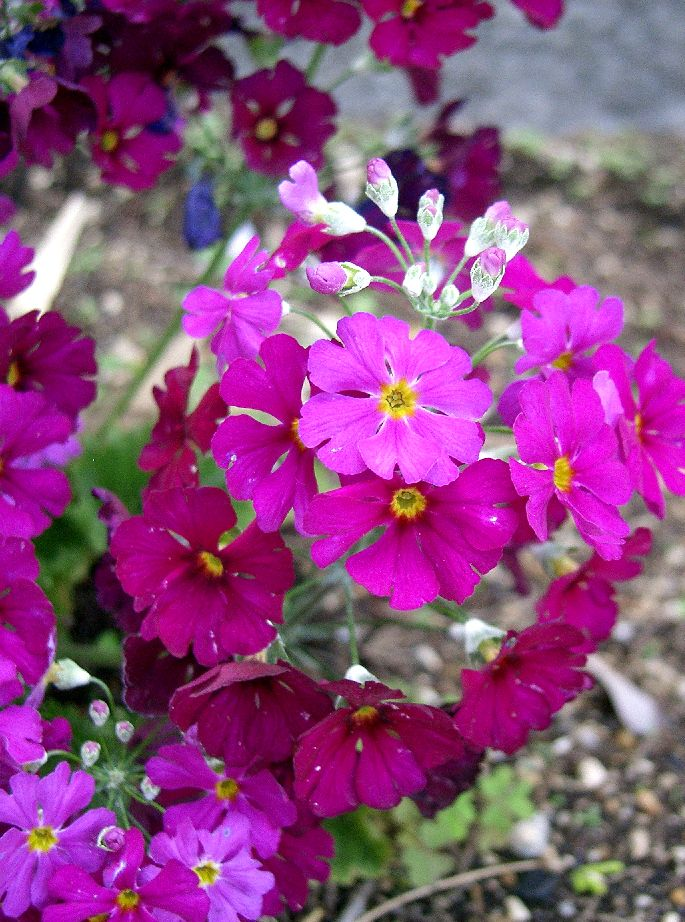
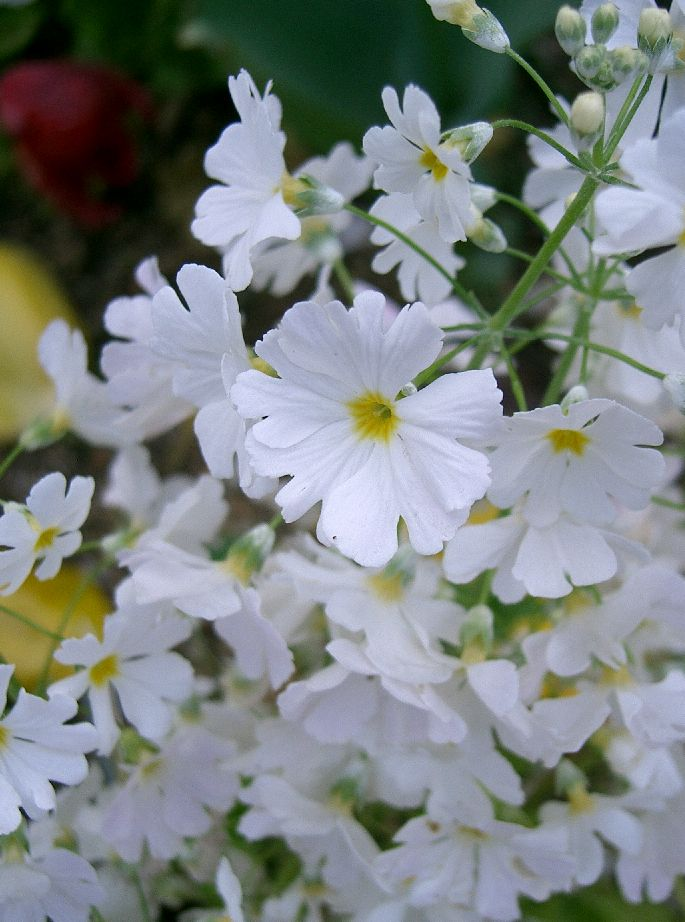
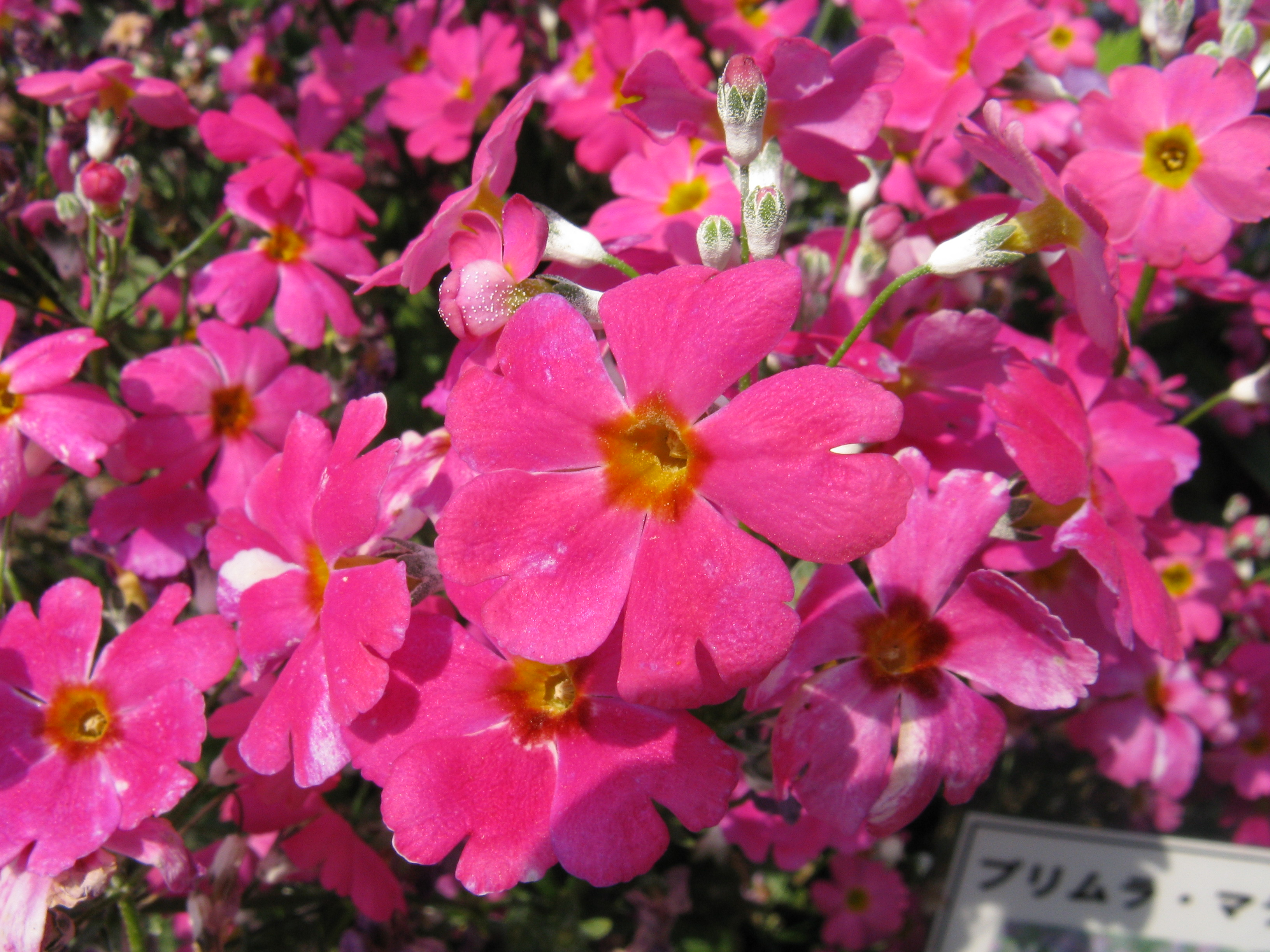